# Omoadiphas
Omoadiphas är ett släkte av ormar. Omoadiphas ingår i familjen snokar. Släktet tillhör underfamiljen Dipsadinae som ibland listas som familj.
Släktets arter lever i bergstrakter i Honduras. De vistas där i skogar och jagar antagligen ödlor. Honor lägger ägg.
Arter enligt Catalogue of Life:
- Omoadiphas aurula
- Omoadiphas texiguatensis

The Reptile Database listar dessutom:
- Omoadiphas cannula